# رآکتور طبیعی شکافت هسته‌ای

راکتور طبیعی شکافت هسته‌ای به ذخایر معدنی اورانیومی گفته می‌شود که تحلیل نسبت ایزوتوپ‌های آن نشان می‌دهد که واکنش زنجیره‌ای هسته‌ای در آن انجام گرفته است. اولین بار فرانسیس پرین دانشمند فرانسوی در سال ۱۹۷۲ در معدنی در کشور گابن این نوع ذخیره اورانیومی را کشف کرد.